# Amphoe Hankha
Amphoe Hankha (Thai: อำเภอ หันคา) ist ein Landkreis (Amphoe – Verwaltungs-Distrikt) im südwestlichen Teil der Provinz Chai Nat. Die Provinz Chai Nat liegt im nördlichen Teil der Zentralregion von Thailand.

## Geographie
Benachbarte Distrikte (von Norden im Uhrzeigersinn): die Amphoe Nong Mamong, Wat Sing, Mueang Chai Nat und Sankhaburi der Provinz Chai Nat, Amphoe Doem Bang Nang Buat der Provinz Suphan Buri, Amphoe Noen Kham wieder in Chai Nat sowie Amphoe Ban Rai der Provinz Uthai Thani.
Die wichtigste Wasserressource des Landkreises ist der Mae Nam Tha Chin (Tha-Chin-Fluss).

## Geschichte
Der ursprüngliche Name des Landkreises war Doem Bang Kao (เดิมบางเก่า), er wurde jedoch 1911 umbenannt in Ban Chian, benannt nach dem zentralen Tambon, da gleichzeitig ein Landkreis mit dem gleichen Namen Doem Bang erschaffen worden war.
1927 zog die Verwaltung in den Marktdistrikt von Hankha um und 1939 wurde der Name des Kreises entsprechend zu Hankha umbenannt.

## Verwaltung

### Provinzverwaltung
Der Landkreis Hankha ist in acht Tambon („Unterbezirke“ oder „Gemeinden“) eingeteilt, die sich weiter in 100 Muban („Dörfer“) unterteilen.
| Nr.  | Name             | Thai         | Muban | Einw. |
| ---- | ---------------- | ------------ | ----- | ----- |
| 01.  | Hankha           | หันคา         | 11    | 9.984 |
| 02.  | Ban Chian        | บ้านเชี่ยน      | 12    | 8.882 |
| 05.  | Phrai Nok Yung   | ไพรนกยูง      | 13    | 5.067 |
| 06.  | Nong Saeng       | หนองแซง      | 20    | 7.651 |
| 07.  | Huai Ngu         | ห้วยงู         | 11    | 5.791 |
| 08.  | Wang Kai Thuean  | วังไก่เถื่อน     | 11    | 7.806 |
| 09.  | Den Yai          | เด่นใหญ่       | 12    | 5.200 |
| 011. | Sam Ngam Tha Bot | สามง่ามท่าโบสถ์ | 10    | 5.282 |

### Lokalverwaltung
Es gibt sechs Kommunen mit „Kleinstadt“-Status (Thesaban Tambon) im Landkreis:
- Ban Chian (Thai: เทศบาลตำบลบ้านเชี่ยน) bestehend aus dem kompletten Tambon Ban Chian.
- Huai Ngu (Thai: เทศบาลตำบลห้วยงู) bestehend aus dem kompletten Tambon Huai Ngu.
- Sam Ngam Phatthana (Thai: เทศบาลตำบลสามง่ามพัฒนา) bestehend aus Teilen des Tambon Sam Ngam Tha Bot.
- Sam Ngam Tha Bot (Thai: เทศบาลตำบลสามง่ามท่าโบสถ์) bestehend aus Teilen des Tambon Sam Ngam Tha Bot.
- Hankha (Thai: เทศบาลตำบลหันคา) bestehend aus Teilen des Tambon Hankha.
- Nong Saeng (Thai: เทศบาลตำบลหนองแซง) bestehend aus dem kompletten Tambon Nong Saeng.

Außerdem gibt es vier „Tambon-Verwaltungsorganisationen“ (องค์การบริหารส่วนตำบล – Tambon Administrative Organizations, TAO)
- Hankha (Thai: องค์การบริหารส่วนตำบลหันคา) bestehend aus Teilen des Tambon Hankha.
- Phrai Nok Yung (Thai: องค์การบริหารส่วนตำบลไพรนกยูง) bestehend aus dem kompletten Tambon Phrai Nok Yung.
- Wang Kai Thuean (Thai: องค์การบริหารส่วนตำบลวังไก่เถื่อน) bestehend aus dem kompletten Tambon Wang Kai Thuean.
- Den Yai (Thai: องค์การบริหารส่วนตำบลเด่นใหญ่) bestehend aus dem kompletten Tambon Den Yai.